# Belville (Belgrad)

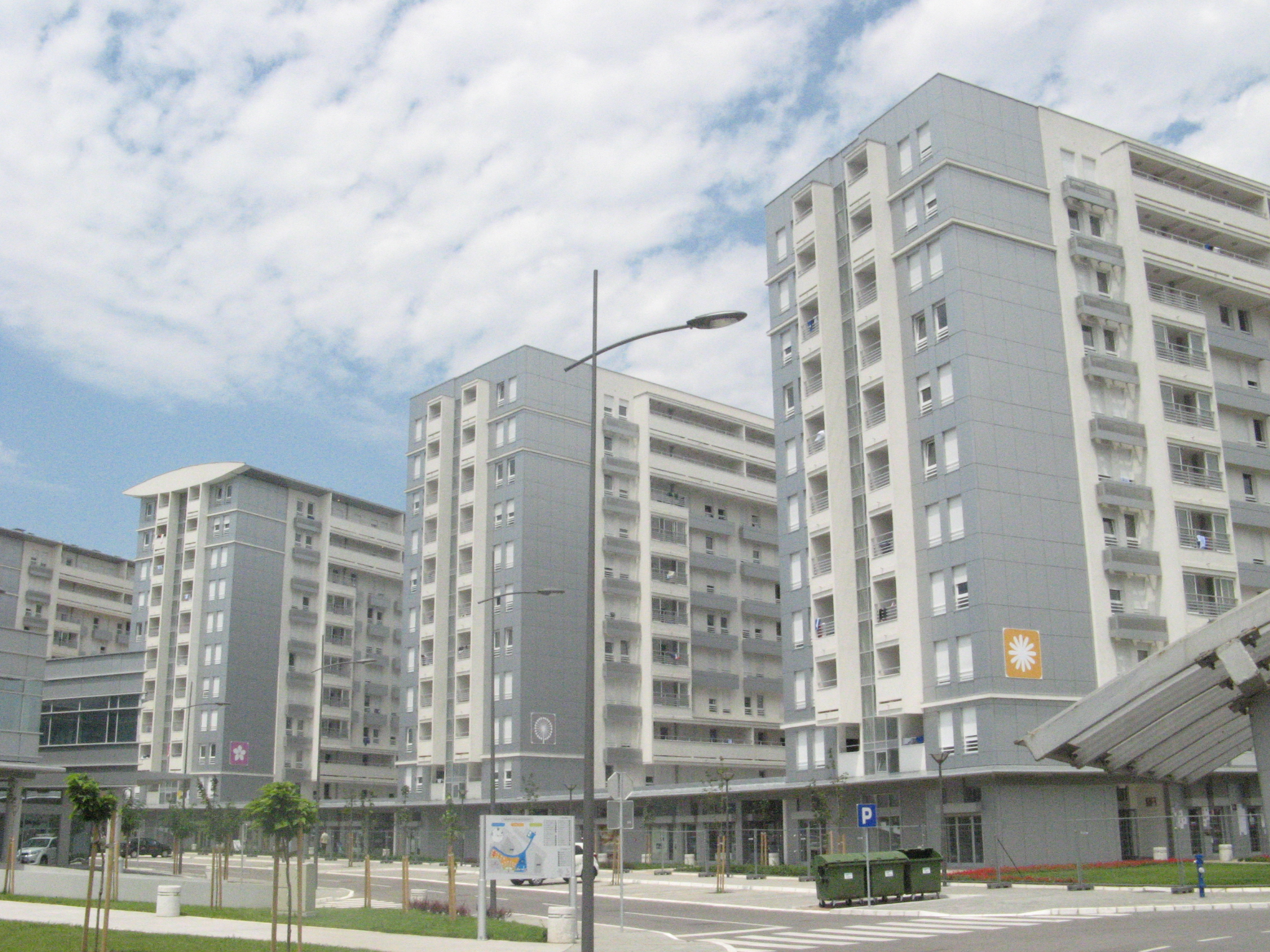
Athletensiedlung der Sommer-Universiade 2009

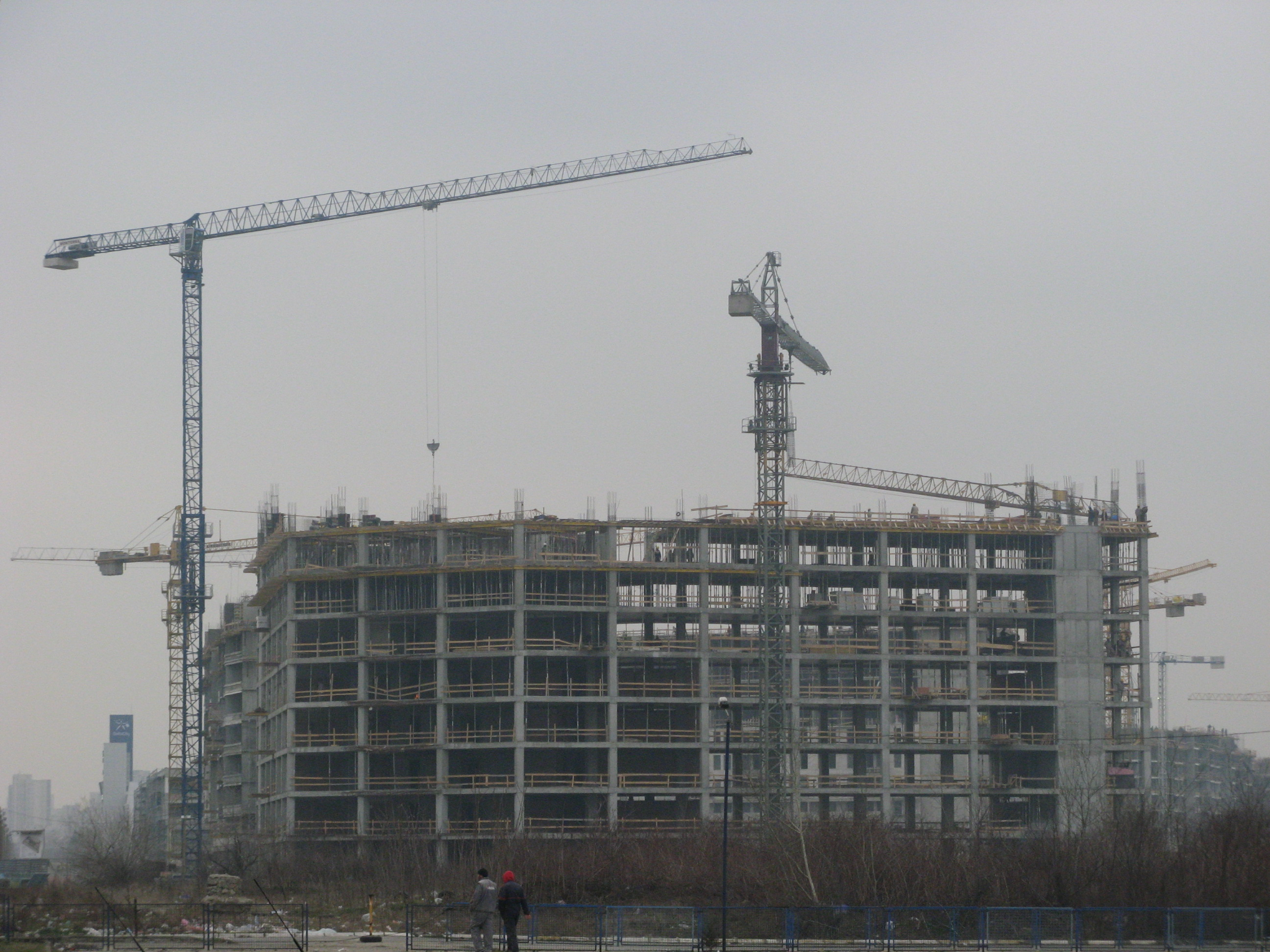
Bau des Administrationsgebäudes Iris

Das Wohnhausprojekt der Universitätssiedlung Belville in Belgrad (Serbien) wurde anlässlich der Sommer-Universiade 2009 im Block 67 unweit der Eisenbahnstation Bahnhof Novi Beograd auf einer Fläche von 13,8 ha errichtet.

## Lage
Die Siedlung Belville nimmt den Großteil des Blocks 67 im Stadtteil Novi Beograd ein. Auf dem Block 67 wurde zudem eines der größten Einkaufszentren Belgrads, Delta City mit 87.000 m² Fläche errichtet. Die 16 Gebäude, darunter 14 zehngeschossige Apartmenthäuser sind nach Blumen benannt (Iris, Lala, Ruza etc.) und sind nach Abschluss der Universiade zum Bezug freigegeben.

## Bauinvestor
Der momentan größte Wohnungsneubau in Belgrad wurde von den Holdings Delta Real Estate und der Hypo Alpe Adria Bank finanziert. Die Kosten sind mit 200 Mio. Euro beziffert worden. In der Siedlung sind insgesamt 1858 Wohnungen mit einer Gesamtfläche von 120.000 m², sowie 300 Ladengeschäfte zum Verkauf entstanden. 